# 愛，不悔
《愛，不悔》（韓語：후회하지 않아），是韓國導演李宋熙一的首部作品。描述一個出身孤兒院，為了賺取大學學費而前往首爾，因為被工廠辭退而到同志酒吧工作的貧窮青年，和一個即將奉父母之命成親的富家子弟，因為偶遇而埋下的愛火，在一連串的衝突中，猛烈爆發的愛情電影。

## 故事大綱
秀泯（李英勳飾）因為年滿18歲，必須離開孤兒院。他隻身前往首爾，努力工作賺取上大學的學費。從事代理駕駛時巧遇大企業公子在敏（李瀚飾），兩個寂寞的靈魂匆匆一見，留下了深刻的印象。秀泯因不滿在敏解雇員工而離開工廠，在一所同志牛郎酒吧X-Large工作，俊俏的外表、壯碩的身體讓他廣受歡迎。城市的另一頭，在敏想盡各種方法，只求秀泯能夠接受他，卻換來他的冷漠回絕，甚至威脅要殺死他。鍥而不捨的在敏最後感動了秀泯，兩人陷入前所未有的熱戀。
可惜好景不長，兩人戀情被在敏父母阻擾，在敏選擇離開秀泯。秀泯在同事鼓動及朋友死亡的打擊下，決定與同事聯手綁架並洗劫了在敏，還打算將他活埋在荒山中。過程中，秀泯反悔了，被同事打昏和在敏一起困於坑中。脫困後，在敏開車載受傷的秀泯回家，秀泯在車上向在敏道歉。在敏故意把車撞到路旁的大樹，假裝二人因為車禍而受傷。次晨，警察前來救援，兩人醒來，在敏握住秀泯的下體(表示原諒)。

## 演員陣容
- 金南佶[註 1] 飾 在民
- 李英勳 飾 秀泯
- 金東昱 饰 家蓝
- 赵贤哲 饰 正泰
- 李元 饰 焕仙
- 黄千夏 饰 宰哲
- 鄭昇吉 飾 酒吧经理
- 杨益俊 饰 工厂经理
- 朴美贤 饰 餐厅经理
- 金正洙 饰 公司经理

### 友情出演
- 金晶和 饰 贤宇[註 2]
- 金花英（朝鲜语：김화영） 饰 在民母亲
- 李承哲（朝鲜语：이승철 (배우)） 饰 在民父亲